# Hymenoepimecis argyraphaga
Hymenoepimecis argyraphaga (лат.) — вид мелких перепончатокрылых наездников рода Hymenoepimecis из подсемейства Pimplinae (=Ephialtinae) семейства Ichneumonidae (Hymenoptera). Эндемик Коста-Рики (Центральная Америка).

## Описание
Длина переднего крыла 8,0—8,5 мм. Голова чёрная, мезосома оранжево-коричневая, первые 2 или 3 сегмента метасомы оранжевые. Передние и средние ноги оранжево-коричневые, задние ноги — чёрные; крылья затемнённые. Нижнечелюстные щупики 5-члениковые, нижнегубные щупики состоят из 4 сегментов (формула 5,4). Паразитирует на пауках вида Plesiometa argyra (Tetragnathidae).
Самка наездника временно парализует паука и откладывает своё яйцо на брюшко паука. Появившаяся личинка питается соками паука, который в это время продолжает плести обычную паутину. Но спустя 2 недели, перед окукливанием личинки наездника-паразита она впускает в тело жертвы свои химикаты, изменяющие поведение паука, который начинает строить паутину совершенно другого странного вида.
Насекомое сплетает из этой паутины кокон, в котором окукливается. Внешне кокон выглядит как добыча паука, из которой паук высосал все соки.